# Felsengruppe um den Trutstein
Die Felsengruppe um den Trutstein ist ein  Naturdenkmal am Dachsteinmassiv in der Steiermark in Österreich, im Gemeindegebiet Haus und Ramsau.
Das Geotop liegt im Rössinggraben an der L752 Rössingstraße, ½ Kilometer südlich der Ortschaft Rössing.
Direkt an der Straße, auf der Gemeindegrenze Haus–Ramsau, steht der Trutstein, ein etwa 10 m hoher isolierter Felsturm.
Etwas nördlich abseits steht die Trutsteinnadel.
Die Türme bestehen aus Wettersteindolomit, einer witterungsbeständigen Schicht der Kalkalpen aus dem Trias, die sich sonst hier nur in den Gipfelregionen findet.
Die Felsformation wurde 1990 zum  Naturdenkmal erklärt (NDM.807, Naturschutzbuch: St-GB-035/Ramsau am Dachstein, KG Weißenbach). Das Denkmal umfasst 3301 m², etwa 80 Meter die Straße entlang und 50 Meter den Hang hinauf.